# Schlossplatz (Münster)
Der Schlossplatz ist ein Platz im westfälischen Münster. Er befindet sich westlich der Innenstadt, vor dem Schloss und ist Austragungsort des dreimal jährlich stattfindenden Sends, des Turniers der Sieger und Zielbereich für den Sparkassen Münsterland GIRO – das mit über 4.500 Teilnehmern drittgrößte Radrennen in Deutschland. Von 1927 bis 2012 hieß er Hindenburgplatz, zuvor trug er ab 1759 den Namen Neuplatz. Der Schlossplatz gilt mit etwa 12,5 ha als eine der größten innerstädtischen Freiflächen Europas.

## Geschichte

### Erschließung
Die Geschichte des Schlossplatzes geht zurück bis ins Spätmittelalter. In dieser Zeit konnte von einem Platz noch nicht gesprochen werden, vielmehr war es ein offenes Feld vor der Stadtmauer, auf dem sich Händler, Ausgestoßene und Wegelagerer tummelten. Ins Stadtgebiet und innerhalb der Stadtmauern kam der Platz erst im Jahre 1661, als Münster von Christoph Bernhard von Galen nach erfolgreicher Belagerung eingenommen wurde. Er ließ die westliche Stadtmauer abtragen und eine Zitadelle errichten. Die Fläche des Schlossplatzes sollte als Esplanade, also als freies Schussfeld auf die Stadt dienen. Auch zu dieser Zeit konnte von einem Platz noch keine Rede sein.

### Neuplatz (1759–1927)

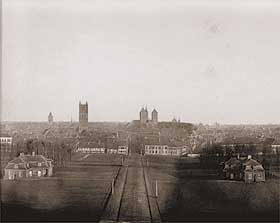
Der damals noch Neuplatz genannte Platz (zwischen den Wachhäusern des Schlosses und den Häusern im Hintergrund) mit der Stadt im Jahre 1857, fotografiert vom Dach des Schlosses

Dies änderte sich erst im Jahre 1759, als dieser Bereich unter fürstbischöflicher Verwaltung den Namen „Neuplatz“ erhielt. Zehn Jahre später (1769) wurde der Neuplatz Teil des Generalplans von Johann Conrad Schlaun, der von Fürstbischof Maximilian Friedrich von Königsegg-Rothenfels den Auftrag zum Bau eines Residenzschlosses am Ort der Zitadelle erhalten hatte: Der Platz sollte an seinen Hauptachsen durch kleine Wäldchen und Bassins begrenzt werden, die Mittelachse sollte eine freie Sicht auf das Schloss ermöglichen. Sein Plan blieb jedoch unvollendet, da nach seinem Tod im Jahre 1773 sein Nachfolger Wilhelm Ferdinand Lipper das französische Gestaltungskonzept gegen ein englisches Gestaltungsideal ersetzte. Erst im Jahre 1800 wurde die ebenfalls von Wilhelm Ferdinand Lipper konzipierte Promenade über den Platz fortgeführt.
Nach dem Wiener Kongress 1815 gehörte Münster zum Königreich Preußen und die Industrielle Revolution in Deutschland erforderte den Ausbau der Infrastruktur. Es kamen Überlegungen auf, einen „Rhein-Weser-Elbe-Kanal“ durch den Platz zu führen. Diese Idee wurde aber nicht verwirklicht, so dass der Platz fortan hauptsächlich für Paraden und militärische Aufmärsche genutzt wurde. Ansonsten blieb der Platz bis zum Ende der 1920er Jahre nahezu unverändert, als das plötzliche Absterben der Mitte des 19. Jahrhunderts gepflanzten Ulmen eine Umgestaltung notwendig machte. Besondere Bedeutung während dieser Zeit hatte der 9. November 1918, als auf dem Neuplatz am selben Tag wie in Berlin die Ausrufung der Republik in Deutschland erfolgte.

### Hindenburgplatz (1927–2012)

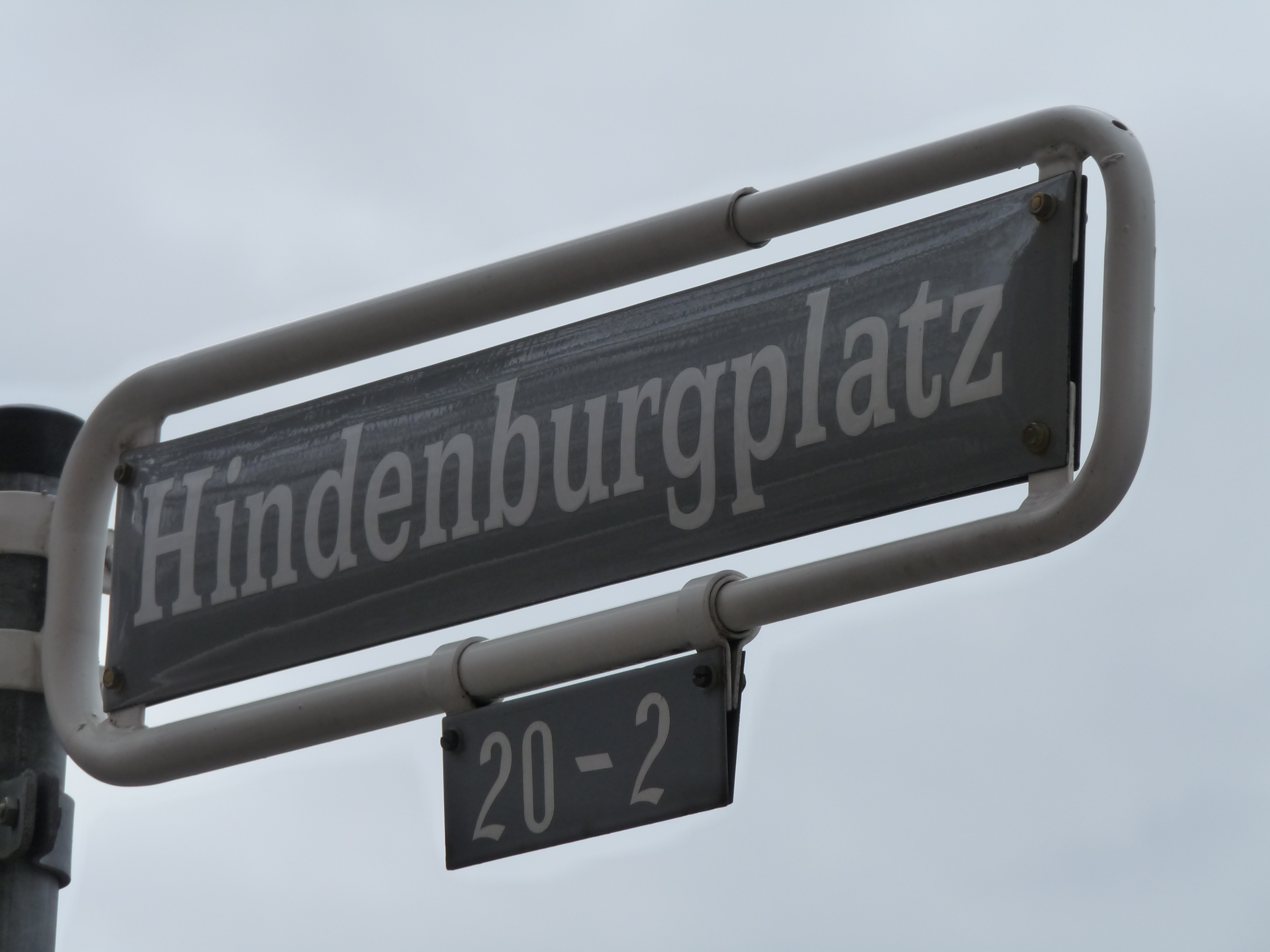
Straßenschild „Hindenburgplatz“

1927 wurde der damals als Neuplatz bekannte innerstädtische Platz in Hindenburgplatz umbenannt. Am 3. April 1933 folgte die Ernennung des Generalfeldmarschalls und Reichspräsidenten Paul von Hindenburg zum Ehrenbürger der Stadt Münster.
Nach der Umbenennung änderte sich nicht viel am Aussehen und Nutzung des Platzes. Es gab zwar 1929 – sowie noch einmal 1951 – einen Gestaltungswettbewerb und später plante die von der NSDAP geführte Verwaltung eine monumentale Umgestaltung des Stadtbildes zwischen Schloss und St.-Paulus-Dom, die auf einer Sichtachse liegen sollten. Davon wäre auch der Hindenburgplatz betroffen gewesen; jedoch blieb er auch im Freistaat Preußen ein Platz für Paraden und militärische Aufmärsche.
Am 10. Mai 1933 fand auf dem Hindenburgplatz, wie in zahlreichen deutschen Städten, die vom Nationalsozialistischen Deutschen Studentenbund initiierte Bücherverbrennung statt. 
Nach der weitgehenden Zerstörung Münsters bei den Luftangriffen im Zweiten Weltkrieg wurde der Hindenburgplatz zur Zwischenlagerung der geräumten Trümmermassen verwendet, bis sie endgültig beseitigt werden konnten. Solange dieser Zustand anhielt, konnte der Send nicht auf dem gewohnten Platz stattfinden und wich auf den Domplatz aus. Auf dem Hindenburgplatz wurden in der Nachkriegszeit Schafe gehalten und Gemüse angepflanzt.

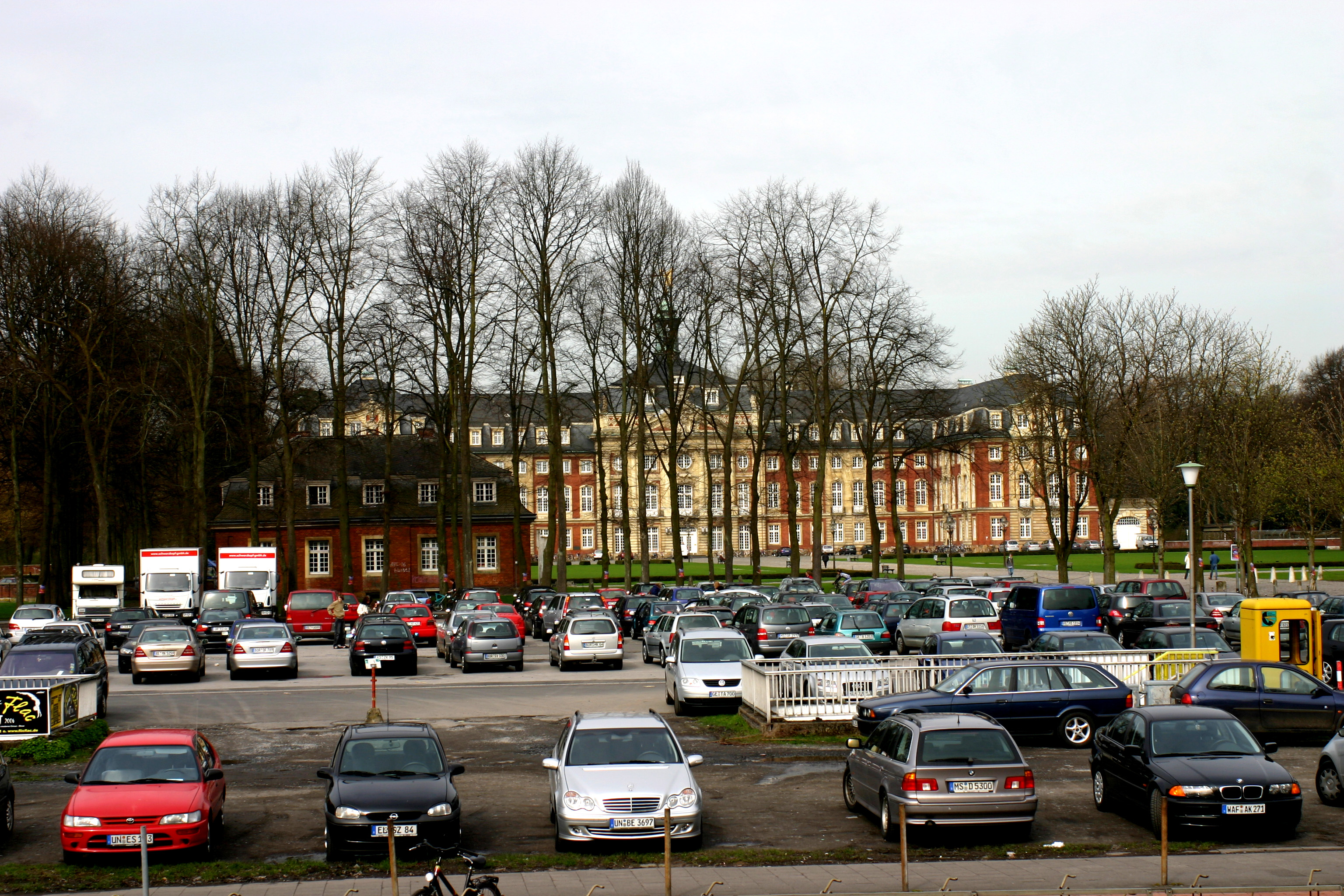
Parkplatz „Hindenburgplatz-Süd“ im Jahr 2006 vor dem Orkan Kyrill

Nach dem Zweiten Weltkrieg gab es zunächst Konzepte, den Platz als zentrales Bindeglied für universitäre Einrichtungen zu nutzen, nachdem die Universität Münster das Schloss als Verwaltungssitz bezogen hatte. 1951 wurde ein Gestaltungswettbewerb für den Hindenburgplatz ausgerufen. Aufgrund der zunehmenden Motorisierung der Bevölkerung nahm der Verkehr auch um den Hindenburgplatz herum deutlich zu. So entsteht die vor dem Platz verlaufende Straße „Hindenburgplatz“, die eine wichtige Verbindungsfunktion übernimmt. Der Platz selbst wird zu einem Parkplatz mit circa 1.000 Stellplätzen. Nachdem ein 1970 veranstalteter Ideenwettbewerb zur Lösung der städtebaulichen und verkehrstechnischen Probleme an den unterschiedlichen Vorstellungen vom Land Nordrhein-Westfalen und der Stadt Münster scheiterte, ist der Platz seitdem nahezu unverändert.
Durch das Sturmtief Kyrill im Januar 2007 wurden viele Bäume an der Promenade im Bereich des Hindenburgplatzes und vor dem Schloss entwurzelt beziehungsweise so stark in Mitleidenschaft gezogen, dass alle verbleibenden Bäume in diesem Bereich gefällt werden mussten und eine zeit- und kostenintensive Neubepflanzung notwendig geworden ist. Im Rahmen des Projekts „Bürgerbäume“ wurden 210 Winter-Linden, die durch Münsteraner Spenden finanziert wurden, an der Promenade am Hindenburgplatz sowie am Schloss gepflanzt.

### Namensdiskussion und Umbenennung in Schlossplatz (2012)

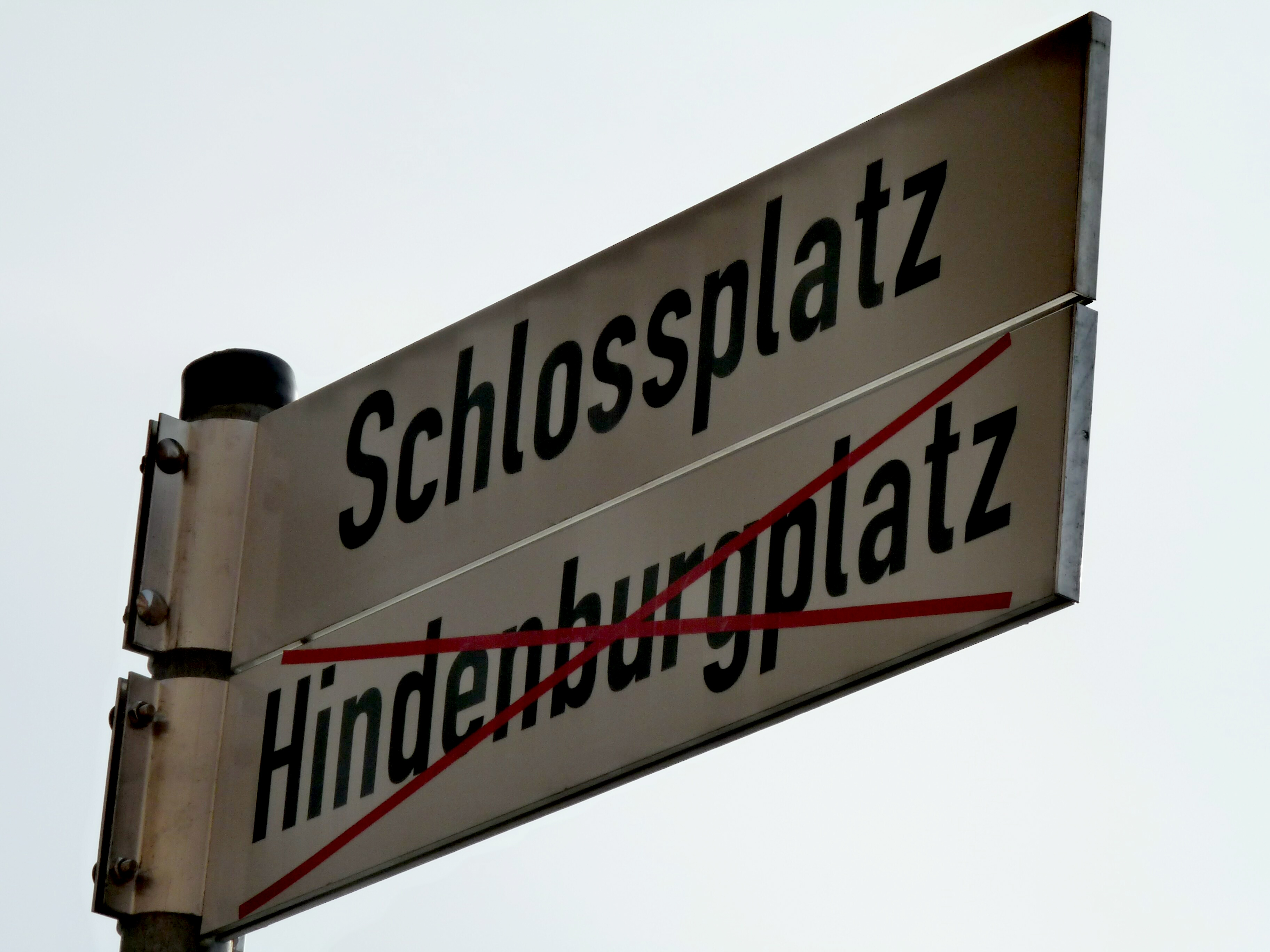
Straßenschild „Schlossplatz“ mit zusätzlicher Angabe „Hindenburgplatz“

Die Benennung des Platzes nach Paul von Hindenburg wurde aufgrund dessen Rolle während der Weimarer Republik bereits seit dem Ende des Nationalsozialismus in der Öffentlichkeit diskutiert. 
In seiner Direktive Nr. 30 vom 13. Mai 1946 verlangte der Alliierte Kontrollrat die „Beseitigung deutscher Denkmäler und Museen militärischen und nationalsozialistischen Charakters“. Dem Historiker Alfons Kenkmann zufolge sollten dabei auch alle Straßennamen entfernt werden, die an den Ersten Weltkrieg erinnerten sowie Personen, Organisationen und Einrichtungen, die direkt damit zu tun hatten. Das Innenministerium und Münsters Regierungspräsident gaben diese Regelung ordnungsgemäß an die Städte und Landkreise weiter. Die Person Hindenburgs war in diese Regelung ausdrücklich eingeschlossen. Es war die Aufgabe der Stadträte oder eines entsprechenden Ausschusses, die Anweisungen vor Ort durchzusetzen. In Münster war der „Ausschuss zur Umbenennung von Straßen“ zuständig. Dessen Mitglieder entschieden am 29. Juli 1947 eine Reihe von Umbenennungen, darunter die Rückbenennung von Hindenburgplatz in den historischen Namen Neuplatz. Der Entschluss wurde aber nicht umgesetzt, die genannte Kontrollratsdirektive hingegen 1955 außer Kraft gesetzt. Seitdem gab es mehrere Initiativen zur Umbenennung des Platzes. 
Am 21. März 2012 wurde durch den Rat der Stadt Münster in geheimer Abstimmung beschlossen, den Hindenburgplatz in Schlossplatz umzubenennen. Bei dieser Abstimmung stimmten 53 der anwesenden Ratsmitglieder für eine Umbenennung und 23 Ratsmitglieder dagegen (vier Ratsmitglieder waren abwesend). Die Mehrheit der CDU-Fraktion sprach sich in der vorangegangenen Diskussion für die Beibehaltung des Namens aus, anders als CDU-Oberbürgermeister Markus Lewe und die übrigen Fraktionen und Parteien im Rat. Der Umbenennung waren Informationsveranstaltungen wie Ausstellungen vorausgegangen, die Hindenburgs Rolle gegenüber den Nationalsozialisten verdeutlichten.
Aufgrund einer Unterschriftensammlung einer Bürgerinitiative, die sich für die Rückbenennung in „Hindenburgplatz“ einsetzt, stimmte der Rat der Stadt am 27. Juni 2012 erneut über die Umbenennung ab. Bei der Ratssitzung kam es zu einem deutlich ablehnenden Ergebnis von 62 Stimmen gegen und 14 Stimmen für die Rückbenennung.
Dieser erneute Beschluss führte zu einem Bürgerentscheid, da die Unterschriftensammlung das dafür nötige Quorum von 9.499 Unterschriften mit 15.123 gültigen Unterschriften (etwa 16.700 insgesamt) übertroffen hat.
Der Bürgerentscheid fand am 16. September 2012 statt. 59,38 % der Abstimmenden lehnten die Abstimmungsfrage „Soll der Ratsbeschluss vom 21.03.2012 über die Umbenennung des Hindenburgplatzes aufgehoben werden und damit der Platz den Namen Hindenburgplatz behalten?“ ab, damit heißt der Platz seit dem Ratsbeschluss  „Schlossplatz“. Die Abstimmungsbeteiligung lag bei 40,3 %.

### Stadtplanerische Veränderungen

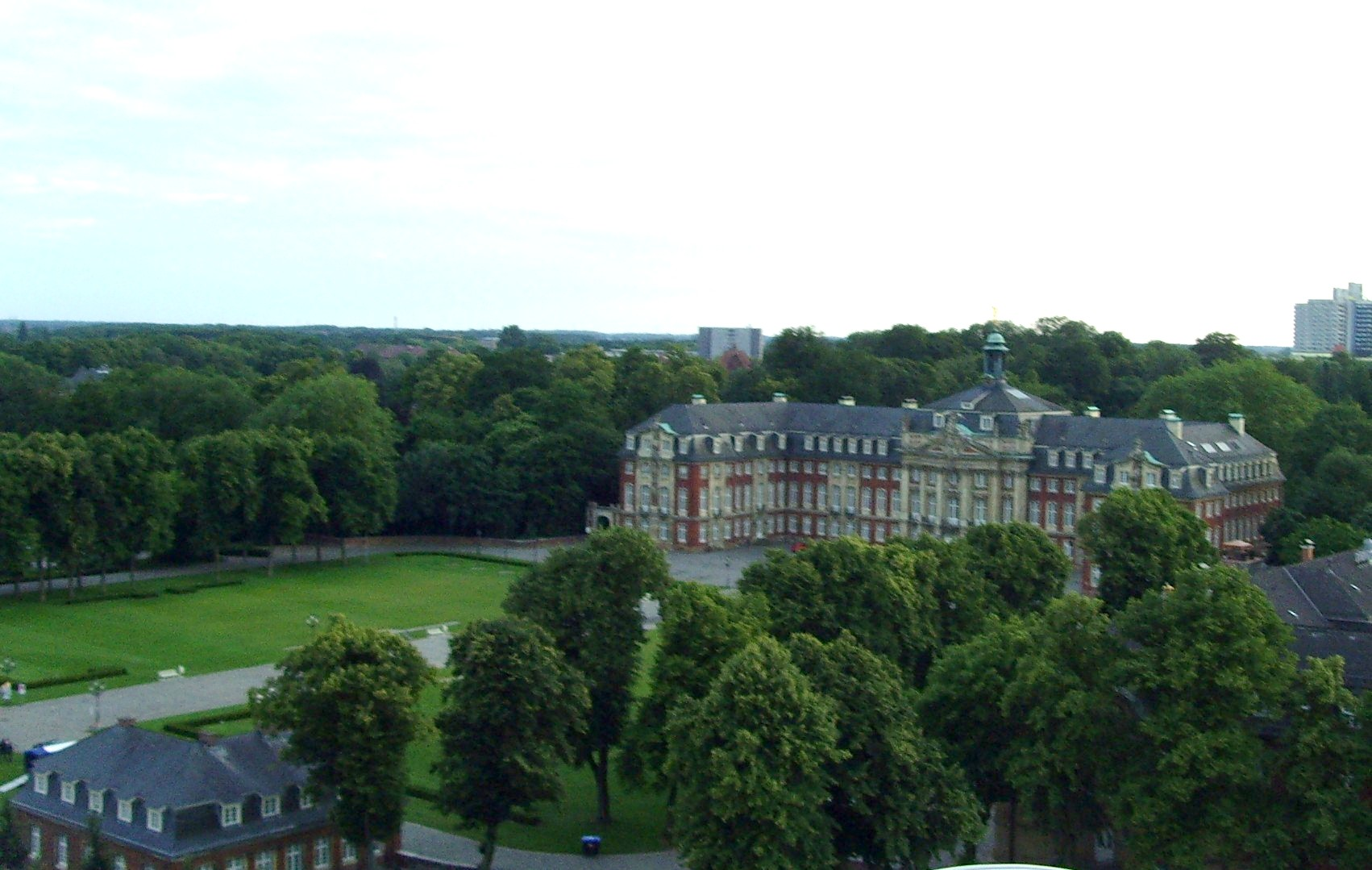
Schlossplatz ohne die namentlich angeglichenen Parkplatzflächen

Der Platz selbst besteht im Wesentlichen aus den beiden großen Parkplatzflächen „Schlossplatz-Nord“ und „Schlossplatz-Süd“. Aufgrund der nahezu unveränderten Situation seit dem Ende des Zweiten Weltkrieges befindet sich der Platz in einem schlechten Zustand, teilweise aus löchrigem Straßenbelag und Schotter. Neben in Münster gastierenden, auf Wanderschaft befindlichen Attraktionen dient der Platz dreimal im Jahr als Veranstaltungsfläche für den Send.
Um den Platz städtebaulich und kulturell aufzuwerten, liefen zu Beginn des 21. Jahrhunderts Planungen zum „Kulturforum Westfalen“. Der ursprüngliche Entwurf sah vor, auf dem Gelände eine Musikhalle und ein Museum des Landschaftsverbandes Westfalen-Lippe zu errichten. Die Planungen hierzu schritten jedoch nur langsam voran, insbesondere aufgrund der schwierigen Fragestellung, wie der Verlust der Parkplätze kompensiert und gleichzeitig ein ausreichend großes, zusammenhängendes Gelände hätte erhalten werden können, um den Send weiterhin durchführen zu können. Aufgrund der angespannten Haushaltslage der beteiligten Institutionen Stadt Münster, Landschaftsverband Westfalen-Lippe und Land Nordrhein-Westfalen wurde der Bau der Kunsthalle Anfang Dezember 2006 aus Kostengründen gestoppt. Die geplante Musikhalle sollte hiervon jedoch nicht betroffen sein. Nachdem der Rat der Stadt im Oktober 2007 die finanzielle Unterstützung in Höhe von rund 12 Millionen Euro beschlossen hatte, sprachen sich in einem Bürgerentscheid am 27. April 2008 rund 70 % der Wähler hiergegen aus, was somit den Stopp des Projektes bedeutete.
Im Januar 2012 wurden Pläne vorgestellt, nach denen unter dem Platz bis 2020 eine Tiefgarage mit 600 Stellplätzen entstehen soll. Es soll dabei weiterhin die Möglichkeit gegeben sein, den Send auf dem Schlossplatz stattfinden zu lassen.